# فیلم‌شناسی ایمی پولر

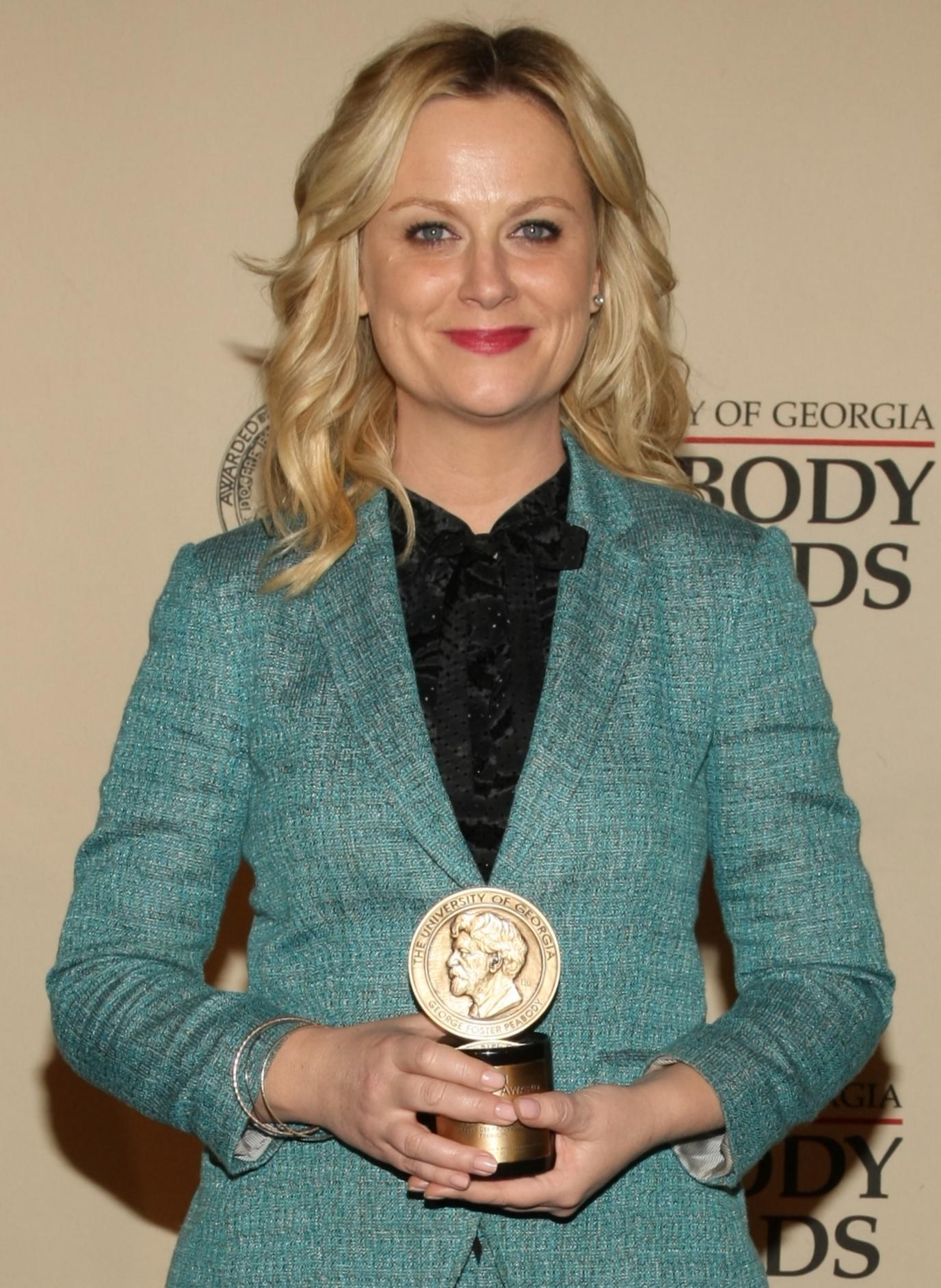
پولر در هفتاد و یکمین مراسم جوایز پی بادی، ۲۱ می ۲۰۱۲

این فیلم‌شناسی کامل از امی پولر برندهٔ جایزه گلدن گلوب و جایزه امی بازیگر، صداپیشه، کمدین، نویسنده، کارگردان و تهیه‌کننده است.

## فیلم
| سال  | عنوان                               | نقش                                  | توضیحات                                   |
| ---- | ----------------------------------- | ------------------------------------ | ----------------------------------------- |
| ۱۹۹۸ | فردا شب                             | زن خیس شده                           | [ ۱ ]                                     |
| ۱۹۹۸ | نجات منهتن                          | کریستن                               |                                           |
| ۱۹۹۹ | دوس بیگالو: ژیگولوی مرد             | روث                                  |                                           |
| ۲۰۰۰ | زو از دستش میده                     | پینک                                 | فیلم کوتاه                                |
| ۲۰۰۱ | تابستان داغ و مرطوب آمریکایی        | سوزی                                 |                                           |
| ۲۰۰۲ | مارتین و اورلوف                     | پتی                                  |                                           |
| ۲۰۰۴ | دختران بدجنس                        | خانم جون جورج                        |                                           |
| ۲۰۰۴ | رشک                                 | ناتالی واندرپارک                     |                                           |
| ۲۰۰۴ | ادامه ماجرا، ران برگندی: فیلم گمشده | صندوقدار بانک                        | فیلم ویدئویی                              |
| ۲۰۰۶ | داستان‌های سرزمین جنوبی              | ورونیکا مانگ/رویا                    |                                           |
| ۲۰۰۶ | مرد سال                             | خودش                                 |                                           |
| ۲۰۰۶ | تینیشس دی در پیک سرنوشت             | پیشخدمت                              |                                           |
| ۲۰۰۶ | اکس                                 | کارول لین                            |                                           |
| ۲۰۰۷ | تیغ شهرت                            | فرچایلد ون والدنبرگ                  |                                           |
| ۲۰۰۷ | در برادوی                           | فرح                                  |                                           |
| ۲۰۰۷ | شرک ۳                               | سفید برفی                            | صداپیشه                                   |
| ۲۰۰۷ | میانبر به خوشبختی                   | مولی گیلچرست                         |                                           |
| ۲۰۰۷ | آقای وودکاک                         | مگی هافمن                            |                                           |
| ۲۰۰۷ | دختر گمشده                          | ویکی                                 | دی وی دی                                  |
| ۲۰۰۷ | دختران وحشی رفته‌اند                 | دورین                                | هم چنین نویسنده و تهیه‌کننده               |
| ۲۰۰۸ | هورتون صدایی می‌شنود                 | سالی اومالی                          | صداپیشه                                   |
| ۲۰۰۸ | مامان بچه                           | آنجی اوستروفسکی                      |                                           |
| ۲۰۰۸ | هملت ۲                              | کریکت فلدشتاین                       |                                           |
| ۲۰۰۹ | هیولاها علیه بیگانگان               | کامپیوتر گالاگر                      | صداپیشه                                   |
| ۲۰۰۹ | سقوط بهاری                          | گایل                                 |                                           |
| ۲۰۰۹ | معمای زن خاکستری                    | سلست دوپری                           | فیلم کوتاه                                |
| ۲۰۰۹ | آلوین و سمورچه‌ها: اسکوئیکل          | النور میلر                           | صدا                                       |
| ۲۰۱۰ | آریتی                               | موعظه                                | صدا، دوبله آمریکایی                       |
| ۲۰۱۰ | رقص عجیب                            | لیلیان                               |                                           |
| ۲۰۱۱ | ادامه ماجرا: جنگ برای حق خودت       | کافه پاترون                          | فیلم کوتاه                                |
| ۲۰۱۱ | شنل‌قرمزی ۲                          | گرتل                                 | صدا                                       |
| ۲۰۱۱ | آلوین و سمورچه‌ها: چیپ‌رکد            | النو میلر                            | صدا                                       |
| ۲۰۱۳ | ای.سی.او.دی                         | سوندرا                               |                                           |
| ۲۰۱۳ | شما اینجایید                        | تری کولتر                            |                                           |
| ۲۰۱۳ | پرندگان آزاد                        | جنی                                  | صدا پیشه                                  |
| ۲۰۱۳ | گوینده ۲: افسانه ادامه دارد         | گویندهسرگرمی امشب (برنامه تلویزیونی) |                                           |
| ۲۰۱۴ | آن‌ها باهم آمدند                     | مالی                                 |                                           |
| ۲۰۱۵ | درون و بیرون                        | جوی (شادی)                           | صداپیشه همچنین نویسنده چند دیالوگ         |
| ۲۰۱۵ | اولین قرار رایلی؟                   | جوی (شادی)                           | صدا پیشه فیلم کوتاه                       |
| ۲۰۱۵ | کریسمس بسیار موری                   | لیز                                  |                                           |
| ۲۰۱۵ | خواهران                             | مائورا الیس                          | همچنین تهیه‌کننده اجرایی                   |
| ۲۰۱۷ | خانه                                | کیت یوهانسن                          |                                           |
| ۲۰۱۹ | سفر شرابی                           | ابی                                  | همچنین کارگردان، داستان، تهیه‌کننده اجرایی |
| ۲۰۲۱ | موکسی                               | لیسا                                 | همچنین کارگردان و تهیه‌کننده               |
| ۲۰۲۳ | اولین کارگردان زن                   | TBA                                  | همچنین تهیه‌کننده                          |
| ۲۰۲۴ | درون و بیرون ۲                      | جوی (شادی)                           | صداپیشه                                   |

## تلویزیون

### بازیگر
| سال             | عنوان                               | نقش                          | توضیحات                                             |
| --------------- | ----------------------------------- | ---------------------------- | --------------------------------------------------- |
| ۱۹۹۶            | فرار از یک زندگی فوق‌العاده          | مری هتچ                      | صداپیشه                                             |
| ۱۹۹۷            | آپرتمان اف ۲                        | ایمی                         | قسمت ۲                                              |
| ۱۹۹۸            | اسپین سیتی                          | سوزان                        |                                                     |
| ۱۹۹۸            | آخر شب با کونان اوبراین             | استیسی ریشتر / نقش‌های مختلف  | بخش هفتگی                                           |
| ۱۹۹۸–۲۰۰۰       | گروه شهروندان مطیع                  | کلبی                         | ۳۰ قسمت                                             |
| ۲۰۰۱–۲۰۰۸       | پخش زنده شنبه شب                    | اجراهای مختلف                | ۱۴۲ قسمت                                            |
| ۲۰۰۱            | جمعه شب                             |                              | ۱ قسمت                                              |
| ۲۰۰۱–۲۰۰۲       | اعلام نشده                          | هیلاری                       | ۳ قسمت                                              |
| ۲۰۰۴–۲۰۰۵       | پرورش شکست‌خورده                     | همسر گاب                     | ۵ قسمت                                              |
| ۲۰۰۵            | باب‌اسفنجی شلوارمکعبی                | گراما                        | صدا: "گری کجاست؟"                                   |
| ۲۰۰۵, ۲۰۱۴      | سیمپسون‌ها                           | جندا                         | صداپیشه ۳ قسمت                                      |
| ۲۰۰۶            | اوگرادی                             | وندی                         | صداپیشه                                             |
| ۲۰۰۶            | واندر شوزن                          | خانم مری                     | ۲ قسمت                                              |
| ۲۰۰۸–۲۰۰۹       | شنبه شب زنده ویژه پنجشنبه           | خودش                         | ۵ قسمت                                              |
| ۲۰۰۸–۲۰۱۱       | زنبور قهرمان                        | بسی هیگن باتم                | صداپیشه نقش اصلی؛ چهل قسمت                          |
| ۲۰۰۹–۲۰۱۵, ۲۰۲۰ | پارک‌ها و تفریحات                    | لزلی نوپ                     | ۱۲۶ قسمت                                            |
| ۲۰۱۰            | پخش زنده شنبه شب                    | خودش (میزبان)                | قسمت: "ایمی پولر/کیتی پری"                          |
| ۲۰۱۰            | سسمی استریت                         | خودش                         | قسمت: "چالش استتار"                                 |
| ۲۰۱۲            | ناپلئون دینامیت                     | میستی                        | صداپیشه قسمت: "رعد و برق"                           |
| ۲۰۱۲            | ۳۰ راک                              | لیز لیمون جوان               | قسمت: " پخش زنده از استودیو ۶ اچ"                   |
| ۲۰۱۲            | کمدی بنگ! بنگ!                      | خودش                         | قسمت: "امی پولر ژاکت مشکی و شلوار خاکستری می‌پوشد"   |
| ۲۰۱۲            | لوئی                                | دبی                          | قسمت: "شب سال نو"                                   |
| ۲۰۱۳            | هفتادمین مراسم گلدن گلوب            | خودش (مجری مشترک)            | برنامه ویژه تلویزیونی                               |
| ۲۰۱۳            | بزرگ‌ترین رویداد در تاریخ تلویزیون   | جنیفر هارت                   | قسمت: "هارت به هارت"                                |
| ۲۰۱۴            | هفتاد و یکمین مراسم گلدن گلوب       | خودش (مجری مشترک)            | برنامه ویژه تلویزیونی                               |
| ۲۰۱۴            | براد سیتی                           | شریل                         | قسمت: "شام آخر"                                     |
| ۲۰۱۴–۲۰۱۵       | به سوئد خوش آمدید                   | ایمی پولر                    | ۸ قسمت                                              |
| ۲۰۱۴–۲۰۱۵       | فوق‌العاده‌ها                         | جاکلین استون                 | صداپیشه ۹ قسمت                                      |
| ۲۰۱۴–۲۰۱۵       | نمایش کرول                          | وینی                         | ۳ قسمت                                              |
| ۲۰۱۵            | هفتاد و دومین مراسم گلدن گلوب       | خودش (مجری مشترک)            | برنامه ویژه تلویزیونی                               |
| ۲۰۱۵            | تابستان داغ آمریکایی: اولین روز کمپ | سوزی                         | ۷ قسمت                                              |
| ۲۰۱۵            | پخش زنده شنبه شب                    | خودش (مجری مشترک)            | قسمت: "تینا فی و ایمی پولر/بروس اسپرینگستین"        |
| ۲۰۱۵–۲۰۱۷       | شوی شهروندان مطیع                   | خودش (میزبان)                | ۱۶ قسمت                                             |
| ۲۰۱۶            | مایا و مارتی                        | خودش                         | قسمت: "ویل فورته، امی پولر و جری سینفلد"            |
| ۲۰۱۶            | تیکه‌اندازی راب لو در کمدی سنترال    | خودش                         | برنامه ویژه تلویزیونی                               |
| ۲۰۱۷            | تابستان داغ آمریکایی: ده سال بعد    | سوزی                         | ۶ قسمت                                              |
| ۲۰۱۷            | آدم‌های سخت گیر                      | فلوت                         | قسمت: "سیلک‌وود"                                     |
| ۲۰۱۷            | اس میلف                             | گوینده                       | قسمت: "پودینگ شکلاتی و خنک کننده گیتورید"؛ بی‌اعتبار |
| ۲۰۱۸–۲۰۲۱       | موفق شدن                            | خودش (مجری مشترک)            | ۲۲ قسمت                                             |
| ۲۰۲۰–۲۰۲۲       | دانکنویل                            | دانکن هریس / آنی هریس / خودش | صداپیشه ۳۹ قسمت                                     |
| ۲۰۲۱            | هفتاد و هشتمین مراسم گلدن گلوب      | خودش (مجری مشترک)            | برنامه ویژه تلویزیونی                               |
| ۲۰۲۲            | نورمن لیر: ۱۰۰ سال موسیقی و خنده    | خودش                         | برنامه ویژه تلویزیونی                               |
| ۲۰۲۲            | خاله شلوغ‌باز شیکاگو                 | آماندا (صدا)                 | قسمت: «خشم مضاعف»                                   |
| ۲۰۲۲–۲۰۲۳       | بازی با نان                         | خودش (میزبان)                | ۶ قسمت                                              |
| ۲۰۲۳            | پخش زنده شنبه شب                    | خودش (مهمان) / لزلی نوپ      | قسمت: «اوبری پلازا/سام اسمیت»                       |

### نویسنده
| سال        | عنوان                              | یادداشت                   |
| ---------- | ---------------------------------- | ------------------------- |
| ۱۹۹۶       | فرار از این یک زندگی شگفت‌انگیز است | برنامه ویژه تلویزیونی     |
| ۱۹۹۸–۲۰۰۰  | گروه شهروندان مطیع                 | خالق اثر                  |
| ۲۰۰۴       | موسیقی متن زنده                    | قسمت ابتدایی؛ ایجاد کننده |
| ۲۰۰۵       | ایمپرویز اسسکت                     | برنامه ویژه تلویزیونی     |
| ۲۰۰۸–۲۰۱۱  | زنبور قهرمان                       | همکار                     |
| ۲۰۱۰–۲۰۱۵  | پارک‌ها و تفریحات                   | سری معمولی                |
| ۲۰۱۳       | هفتاد و یکمین دوره جوایز گلدن گلوب | محتوای ویژه               |
| ۲۰۱۴       | هفتاد و دومین دوره جوایز گلدن گلوب | محتوای ویژه               |
| ۲۰۱۴       | روح پیر                            | قسمت ابتدایی؛ ایجاد کننده |
| ۲۰۱۵       | هفتاد و سومین دوره جوایز گلدن گلوب | محتوای ویژه               |
| ۲۰۱۵–۲۰۱۷  | شوی شهروندان مطیع                  | ایجاد کننده               |
| ۲۰۱۹–اکنون | عروسک روسی                         | همکار                     |
| ۲۰۲۰–۲۰۲۲  | دانکنویل                           | همکار                     |

### تهیه‌کننده اجرایی
| سال        | عنوان                        | یادداشت               |
| ---------- | ---------------------------- | --------------------- |
| ۲۰۰۵       | ایمپرویز اسسکت               | برنامه ویژه تلویزیونی |
| ۲۰۰۸–۲۰۱۱  | زنبور قهرمان                 |                       |
| ۲۰۰۹–۲۰۱۵  | پارک‌ها و تفریحات             | تهیه‌کننده             |
| ۲۰۱۲–اکنون | دختران باهوش در مهمانی       |                       |
| ۲۰۱۴       | روح پیر                      | قسمت ابتدایی          |
| ۲۰۱۴–۲۰۱۵  | به سوئد خوش آمدید            |                       |
| ۲۰۱۴–۲۰۱۹  | براد سیتی                    |                       |
| ۲۰۱۵–۲۰۱۷  | آدم‌های سخت گیر               |                       |
| ۲۰۱۵–۲۰۱۷  | شوی شهروندان مطیع            |                       |
| ۲۰۱۶       | شاهزاده گنگ                  | قسمت ابتدایی          |
| ۲۰۱۶       | خانه اندی ریشتر برای تعطیلات | برنامه ویژه تلویزیونی |
| ۲۰۱۸–۲۰۲۱  | ساختنش                       |                       |
| ۲۰۱۸       | حالم بده                     |                       |
| ۲۰۱۹–اکنون | عروسک روسی                   |                       |
| ۲۰۲۰–۲۰۲۲  | دانکنویل                     |                       |
| ۲۰۲۰–۲۰۲۲  | سه دبرای گرفتار              |                       |

### کارگردان
| سال       | عنوان            | یادداشت         |
| --------- | ---------------- | --------------- |
| ۲۰۱۲–۲۰۱۵ | پارک‌ها و تفریحات | ۳ قسمت          |
| ۲۰۱۴      | براد سیتی        | قسمت: "شام آخر" |
| ۲۰۱۶      | شاهزاده گنگ      | قسمت ابتدایی    |
| ۲۰۱۹      | سفر شرابی        |                 |
| ۲۰۲۱      | موکسی            |                 |
| ۲۰۲۲      | لوسی و دسی       |                 |